# Närståendefall
Närståendefall är ett vanligt begrepp inom polis och åklagarväsendet i olika betydelser.

## I brottsstatistik
Inom brottsstatistiken har närståendefallen en speciell betydelse, då det ofta handlar om brott mellan makar eller mellan föräldrar och barn. Närståendefallen tas ofta upp som en separat problematik när man talar om våld inom familjen, och utredningsmässigt finns det i närståendefallen ofta särskilda direktiv att gå försiktigare fram än vid vanliga polisutredningar. Ibland görs också någon form av psykologisk riskanalys vid sådana fall.

## I åtalssyfte
I de fall närstående begår mindre brott mot varandra. Exempelvis stöld med mera skall åklagaren istället för polisen göra en separat bedömning om en förundersökning skall inledas eller fortgå. Ofta krävs en specifik dokumenterad angivelse, även för brott som faller under allmänt åtal, för att väcka åtal i dessa fall.